# Andrew Sullivan
Pour les articles homonymes, voir Sullivan.
Andrew Michael Sullivan (né le 10 août 1963) est un auteur, éditeur et blogueur. Ancien rédacteur en chef de The New Republic, il est l'auteur ou l'éditeur de sept livres. Il a été un pionnier du blog politique comme forme de commentaire politique. Son blog, qui a été lancé en 2000, a été parmi les plus lus et les plus influents de la politique américaine. Il a annoncé sa retraite des blogs en 2015.
Sullivan est connu pour son profil personnel et politique inhabituel (séropositif, homosexuel, catholique pratiquant, se décrivant comme un conservateur mais souvent en désaccord avec ces derniers). Il est crédité comme étant parmi les premiers commentateurs ayant plaidé pour le mariage homosexuel et pour permettre aux homosexuels de servir dans l'armée.

## Ouvrages
- 1995 - Virtually Normal: An Argument About Homosexuality. Knopf.  (ISBN 0-679-42382-6).
- 1997 - Same-Sex Marriage Pro & Con: A Reader. Vintage. I (ISBN 0-679-77637-0). First edition
- 1998 - Love Undetectable: Notes on Friendship, Sex and Survival. Knopf.  (ISBN 0-679-45119-6).
- 2004 - Same-Sex Marriage Pro & Con: A Reader. Vintage.  (ISBN 1-4000-7866-0). Second edition.
- 2006 - The Conservative Soul: How We Lost It, How to Get It Back. HarperCollins.  (ISBN 0-06-018877-4).
- 2007 - Intimations Pursued: The Voice of Practice in the Conversation of Michael Oakenshott. Imprint Academic.  (ISBN 978-0-907845-28-7)
- 2009 - The View From Your Window: The world as seen by readers of one blog. Blurb.com.

## Soutien aux candidats à l'élection présidentielle
Sullivan fait souvent référence aux soutiens passés qu'il a accordés aux candidats à l'élection présidentielle américaine. Ils sont :
- 1992 - Bill Clinton, Parti démocrate
- 1996 - Bob Dole, Parti républicain
- 2000 - George W. Bush, Parti républicain
- 2004 - John Kerry, Parti démocrate
- 2008 - Primaires républicaines : Ron Paul
- 2008 - Primaires démocrates : Barack Obama
- 2008 - Présidentielle : Barack Obama
- 2012 - Présidentielle : Barack Obama

Dans le cas de Kerry, il déclara que son soutien était initialement « contre » Bush.
Pour l'élection de novembre 2008, Andrew Sullivan a indiqué qu'il n'avait pas donné son soutien, mais qu'il avait l'intention avant Noël de choisir un favori des deux côtés pour les primaires, puis un favori pour la présidentielle l'automne suivant. Les responsables de la campagne d'Hillary Clinton ont considéré Sullivan comme étant anti-Clinton.

## Source
- (en) Cet article est partiellement ou en totalité issu de l’article de Wikipédia en anglais intitulé « Andrew Sullivan » (voir la liste des auteurs).